# Прихід ночі
«Прихід ночі» (англ. Nightfall), іноді «І темрява прийшла» — повість американського письменника  Айзека Азимова, що вийшла 1941 року. Вважається одним з найкращих коли-небудь опублікованих науково-фантастичних творів.
У творі розповідається про життя планети Калгаш, освітленої шістьма сонцями, де не буває ночі. Кожні 2049 років, без видимих на те причин, існуюча там цивілізація гине. Враховуючи те, що незабаром це повинно повторитися, цей феномен намагається розгадати вчений Атон 77-й. Він знаходить відповідь у древньому релігійному культі, чиї послідовники стверджують, що раз у 2049 років настає Тьма, а на небі з'являються зорі, що нібито висмоктують з людей душі. Атону 77-му вдається пояснити релігійні вірування за допомогою астрономічних розрахунків та археологічних доказів: раз на 2049 років на Калгаші настає ніч, а місцеві жителі, які бачили темряву лише в печерах, божеволіють від невимовного жаху. Але люди відмовляються вірити Атону. В надії врятувати від божевілля хоча б членів сімей його колег-учених, він готує для них притулок, а сам разом з кількома соратниками залишається в обсерваторії свого університету, сподіваючись зафіксувати наступ ночі, і передати ці знання майбутнім поколінням.

## Сюжет
прим.: сюжет складено за переробленим 1990 року романом, так що він відрізняється від основної розповіді, опублікованої в 1941 році.

### Частина I. Сутінки
Археолог з університету Саро, Сіферра, після бурі у пустелі на Сагіканському півострові виявляє найдавніші міста, розташовані немов шаруватий торт один на одному, руїни яких розділялися шаром вугілля. Це свідчило про страшні пожежі, які раз за разом руйнували місто, але на його місці відбудовувалися нові поселення. На третьому рівні міського «шару» археолог знаходить таблички з давніми письменами. Вона поспішає до університету зі своїм відкриттям.
Тим часом, психолог Ширін після трагічної події на атракціоні «Таємничий тунель» Джонглорської Столітньої виставки поспішає сам випробувати тунель, щоб з'ясувати вплив темряви на людей, які все життя живуть у «шестисонячному світі». На його здивування, всі, хто побував у темному тунелі, так чи інакше збожеволіли, а деякі навіть загинули. Психолог вирішує випробувати тунель сам, і, оскільки п'ятнадцятихвилинна поїздка не минула без наслідків навіть для нього, виносить висновок про небезпеку цього атракціону.
В цей же час молодий астроном Біней виявляє деякі невідповідності теорії всесвітнього тяжіння з дійсними даними, отже і відхилення орбіти Калгаша від передбачуваної. Він обговорює це відкриття зі своїм найкращим другом, журналістом Теремоном, який радить йому піти до Атона, найстаршого вченого обсерваторії Саро. Біней боїться йти до нього, бо саме Атор вивів теорію всесвітнього тяжіння і міг сприйняти відкриття Біне як помилку своєї теорії. Але на подив молодика, Атор реагує досить серйозно і сам вирішує перевірити теорію на основі нових даних Біне. До моменту роботи над помилками астрономічної теорії в Саро прибувають Ширін і Сіферра. Археолог надає свої відкриття і намагається перекласти таблички з письменами. Ширін же просто зустрічається з Біне і Теремоном і входить в курс справи.
Після стомливої тижневої роботи Атон з жахом висуває єдине правдоподібне припущення, чому орбіта Калгаша відхиляється. Це стається через «невидимий» супутник, названий Калгашем Другим, який може викликати пертурбації орбіти Калгаша. Позаяк це небесне тіло лише відбиває світло, в небі, на якому постійно світить кілька сонць, такий супутник непомітний. Але при цьому він може викликати несподіване затемнення, коли на небі залишається тільки одне сонце. Момент, коли на небі світить тільки одне з шести сонць, буває вкрай рідко, тому не складно було вирахувати коли передбачуваний супутник може закрити єдине на небі світило. Це відбувається кожні 2049 років, і нове затемнення буде досить скоро. Ця дата цілком збігається з датою, коли секта Апостолів Полум'я пророкувала Кінець світу.

### Частина II. Прихід ночі
Вчені з обсерваторії Саро намагаються попередити весь світ про прийдешню катастрофу. Але люди не вірять їм, вважаючи це пропагандою Книги Одкровень Апостолів Полум'я. Намагаючись розрядити обстановку, Теремон критикує у ЗМІ і вчених, і фанатиків, тим самим розірвавши з ними дружні стосунки. Після того, як Атон розуміє, що марно сподіватися на порятунок усього світу, він організує Притулок для всіх колег, знайомих та їхніх сімей. Вивчаючи Книгу Одкровень він помічає одну цікаву річ — зорі. Оскільки на планеті панує вічний день, люди не здогадуються що це. Атон вирішує у вирішальну годину залишитися і зняти зорі за допомогою телескопів. Разом з ним залишаються Біней, Сіферра, Ширін, Теремон і деякі молоді аспіранти обсерваторії.
У момент затемнення в обсерваторію проникає глава Апостолів Фолімун, який загрожує пришестям натовпу фанатиків, якщо вчені не приберуть свої телескопи і не знищать всі наукові дані. Його зв'язують і залишають в окремій кімнаті. Перед самим затемненням вривається натовп Апостолів Полум'я, весь світ занурюється у хаос. Причина цього — на небі з'являються зорі і в свідомості людей не вкладається, що всесвіт набагато більший, ніж вони вважали.

### Частина III. Світанок
Після жахливої Ночі по землі вештаються юрби божевільних, лишаючи по собі спалені міста і гори трупів. Вчений Атон не пережив Тьму. Біней першим вирушає в Притулок і знаходить там свою знайому Раісту, яка каже, що всі пішли у парк Амгандо для формування нового уряду. Обоє відправляються туди. Другим у вже пустий Притулок приходить Ширін. Він знаходить записку Біне про те, куди потрібно йти, і теж вирішує відправитися у парк. По дорозі він зустрічає Теремона і розповідає йому про попередні події й просить його піти разом з ним. Теремон відмовляється, бажаючи спочатку знайти Сіферру, а потім тільки відправитися у Амгандо. Ширін йде один і по шляху гине від рук божевільних. Сіферра остання направляється в Притулок і застає там Пожежний патруль, метою якого є стежити за тими, хто підпалює будинки й негайно судити. Вона вирішує приєднатися до патрулю.
Теремон у спробі підсмажити їжу виявляється спійманим патрулем, але за його захищає Сіферра. Вони вирішують піти у Амгандо разом. Після декількох днів шляху вони вирішують спуститися з шосе, яке вело безпосередньо у парк. Там вони знаходять КПП уряду Реставрації. Там же вони зустрічають Біне, який повідомляє Теремону, що Апостоли йдуть за ними по шосе, у них ціла армія, і вони рухаються на Амгандо, розганяючи попутньо всі уряди, які утворилися вздовж шосе. Вони мають намір і у Амгандо зробити те ж саме: повалити будь-який уряд, який там існує, і оголосити себе єдиною законною владою в Федеративній Республіці.
У надії врятувати Амгандо, Теремон і Сіферра негайно відправляються у парк, але по дорозі їх наганяють Апостоли на вантажівках. Пара потрапляє до них у полон, де вцілілий Фолімун розповідає їм про те, що він хоче працювати спільно зі вченими, які залишилися живими, та іншими здоровими, розумними людьми, присутніми у Амгандо. Вони і стануть на чолі уряду. Правління Апостолів приборкає нестійкий, забобонний народ, принаймні на одне-два покоління. Тим часом, вчені систематизують ті знання, які зуміли врятувати, і разом з Апостолами повернуть мир до раціонального мислення, як бувало вже не раз. Тільки цього разу підготовку до затемнення можна буде почати років за сто і попередити найгірше: масове божевілля, підпали, повальні руйнування. Теремон і Сіферра розуміють, що Апостоли — єдина надія на порятунок майбутніх поколінь, і приєднуються до них…

## Головні герої
- Атон — старий вчений, засновник закону тяжіння.
- Біней — молодий астроном, який знайшов «пролом» у теорії Атона.
- Ширін — повненький психолог, що довів, що навіть хвилина у Темряві для жителів Калгаша може привести до смерті або втрати розуму.
- Сіферра — археолог, який знайшов докази настання Тьми у стародавніх раніше не вивчених розкопках.
- Теремон — журналіст, друг Бінея, був посвячений у теорію про настання Тьми з самого її виявлення.

## Екранізації
- Уперше «Прихід ночі» був екранізований у 1988 році, ще за життя Азімова. Відзнятий фільм («Сутінки») вийшов досить далеким від оригіналу, внаслідок чого був негативно сприйнятим як шанувальниками творчості письменника, так і ним самим.
- Вдруге оповідання було екранізовано у 2000 році[2], але відзнятий фільм також не здобув широкої популярності.
- У цьому ж році на екрани вийшов блокбастер «Цілковита пітьма», і, враховуючи деяку схожість сюжетів фільму й оповідання, а також те, що його робоча назва була «Nightfall», з'явилася поширена думка, що сценаристи «Цілковитої пітьми» черпали натхнення саме з «Приходу ночі».

## Додаткова інформація
У 1970 році оповідання «Прихід ночі» було включено до першого тому антології «Science Fiction Hall of Fame», яка вважається однією з високоякіснових збірок наукової фантастики. Її упорядником був Роберт Сілверберг. У 1990 році Айзек Азімов і Сілверберг переробили оповідання в однойменний роман, сюжетна лінія якого була розвинена і ускладнена порівняно з першоджерелом, а назва цивілізації, де відбувається місце дії твору, було замінено з «Лагаш» на «Калгаш».